# Ángela Crocco
Ángela Crocco, coniugata Vexina (7 dicembre 1921 – 1970), è stata una cestista argentina.

## Carriera
Con l'Argentina ha disputato i Campionati del mondo del 1953, segnando 14 punti in 5 partite.